# Barkat Gourad Hamadou
Barkat Gourad Hamadou (n.1 de janeiro de 1930 na região de Dikhil - Paris, 18 de março de 2018) foi um político do Djibuti. Foi primeiro-ministro de seu país entre 2 de outubro de 1978 e 7 de março de 2005. É de etnia afar.